# Барсово (Владимирська область)
Барсово (рос. Барсово) — селище у Кіржацькому районі Владимирської області Російської Федерації.
Входить до складу муніципального утворення Першинське сільське поселення. Населення становить 1030 осіб (2010).

## Історія
Населений пункт розташований на землях фіно-угорського народу мещери.
Від 10 квітня 1929 року належить до Кіржацького району, утвореного в складі Александровського округу Івановської промислової області з частини території Александровського повіту Владимирської губернії. З 11 березня 1936 року до 14 серпня 1944 року у складі Івановської області, відтак поселення перейшло до складу новоутвореної Владимирської області.
Згідно із законом від 27 травня 2005 року входить до складу муніципального утворення Першинське сільське поселення.
22 квітня 2025 року на 51 арсеналі розпочалися вибухи. Цей арсенал знаходиться всього за 60 км на північ від Москви і 1 км на південний захід від Барсово. Боєприпаси розліталися і вибухали в радіусі 10 км.

## Населення
| 1926 | 2002  | 2010  |
| ---- | ----- | ----- |
| 3    | ↗1203 | ↘1030 |

## Інфраструктура
У селищі знаходяться Барсівська основна загальноосвітня школа (заснована в 1962 році), дитячий садок, відділення поштового зв'язку, будинок культури, 51-й арсенал Головного управління Міністерства оборони РФ.